# Pomnik Dzieci Głogowskich w Głogowie
Pomnik Dzieci Głogowskich – pomnik znajdujący się na placu Jana Pawła II, w pobliżu Zamku Książąt Głogowskich, frontem do ulicy Brama Brzostowska, będący największym i najbardziej znanym z głogowskich pomników. Pomysł jego ustawienia powstał z inicjatywy Głogowskiego Towarzystwa Kultury w 1966 z okazji obchodów tysiąclecia istnienia państwa polskiego. Pomnik utworzono ze składek społecznych.

## Historia
Konkurs na projekt pomnika ogłosił Społeczny Komitet Budowy Pomnika Męczeństwa Dzieci Polskich. Spośród 30 projektów wybrano pomysł bułgarskiego rzeźbiarza Dymitra Petrova Vaceva, który do jego budowy użył jasnoszarego granitu. 16 stycznia 1978 została zawarta umowa na wykonanie tego pomnika, natomiast jego odsłonięcie nastąpiło 1 września 1979 – w dniu obchodów 40-lecia wybuchu II wojny światowej i 870. rocznicy obrony Głogowa w czasie wojny polsko-niemieckiej.
Pomnik ten nawiązuje do obrony Głogowa w 1109, podczas której król niemiecki Henryk V Salicki w celu zdobycia grodu rozkazał przywiązać zakładników, między innymi dzieci grodzian, do machin oblężniczych. Mimo tego obrońcy Głogowa nie poddali grodu poświęcając życie swych bliskich.

## Opis
Pomnik Dzieci Głogowskich zbudowany jest z czterech głównych części, ustawionych na podeście z granitowych płyt. Główna jego część, pochylona nad całością, symbolizuje ramię machiny oblężniczej, do której przywiązane są wyrzeźbione dzieci, chcące uwolnić się z więzów. Twarze symbolizują cierpienie, poświęcenie oraz niewinność. Natomiast ich ciała wyrażają pragnienie uzyskania wolności i dlatego skierowane są w różne strony. Na szczycie głównej części pomnika widnieje wizerunek orła śląskiego. Po prawej stronie znajduje się pamiątkowa płyta (2,88 × 3,5 m) zawierająca fragment kroniki Galla Anonima, zarówno w języku polskim jak i łacinie: 

LEPIEJ / BĘDZIE / I ZASZCZYTNIEJ / JEŚLI / ZARÓWNO / MIESZCZANIE / JAK ZAKŁADNICY / ZGINĄ OD MIECZA / ZA OJCZYZNĘ / NIŻ GDYBY / KUPUJĄC / ZHAŃBIONY / ŻYWOT ZA CENĘ / PODDANIA GRODU / MIELI SŁUŻYĆ / OBCYM.
ESSE / MELIUSBET / HONESTIUS / ET CIVES / ET OBSIDES / GLADIO / PRO PATRIA / MORITUROS / QUAM FACTA / DEDITIONE VITAM / INHONESTAM / REDIMENTES / ALIENIS / GENTIBUS / SERVITUROS.

Z lewej strony granitowy znicz z napisem: „DZIECIOM GŁOGOWA 1109”. Czwartym elementem jest podpórka pod wieńce umieszczona za płytą z napisem. Płyta pomnika Dzieci Głogowskich jest miejscem składania wieńców podczas uroczystości rocznicowych i patriotycznych.

## Galeria

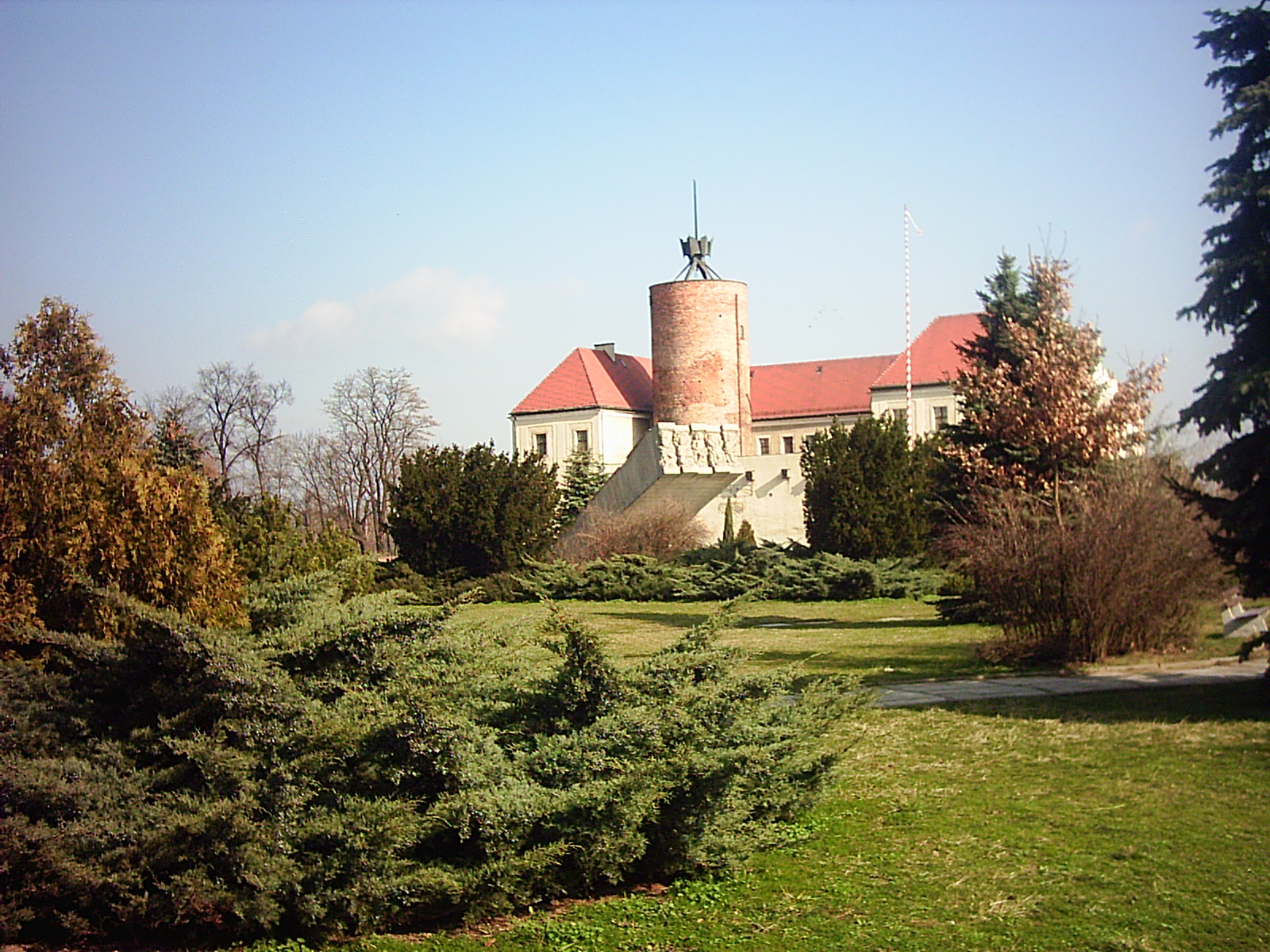
Pomnik Dzieci Głogowskich na tle Zamku Książąt Głogowskich
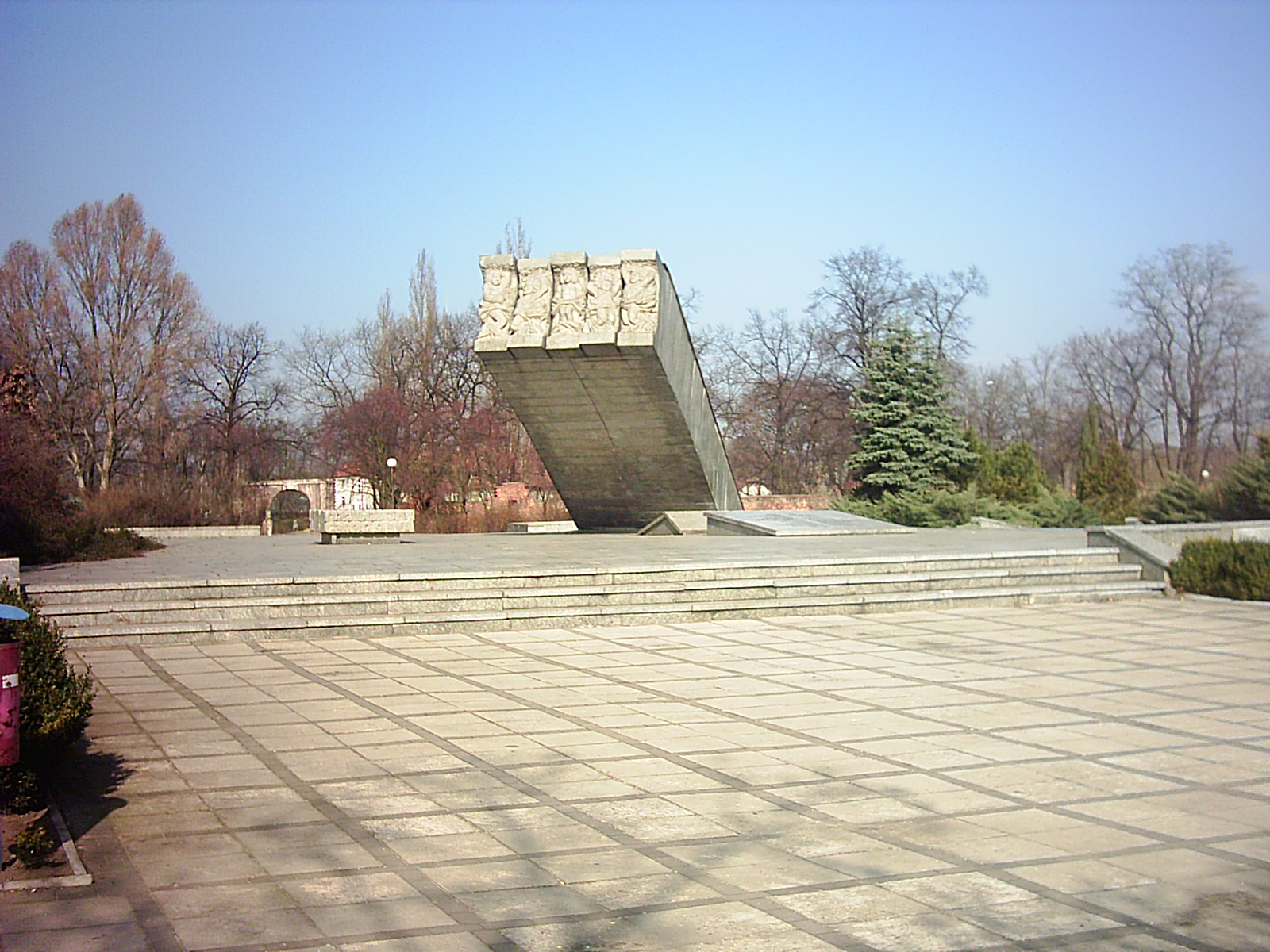
Pomnik Dzieci Głogowskich
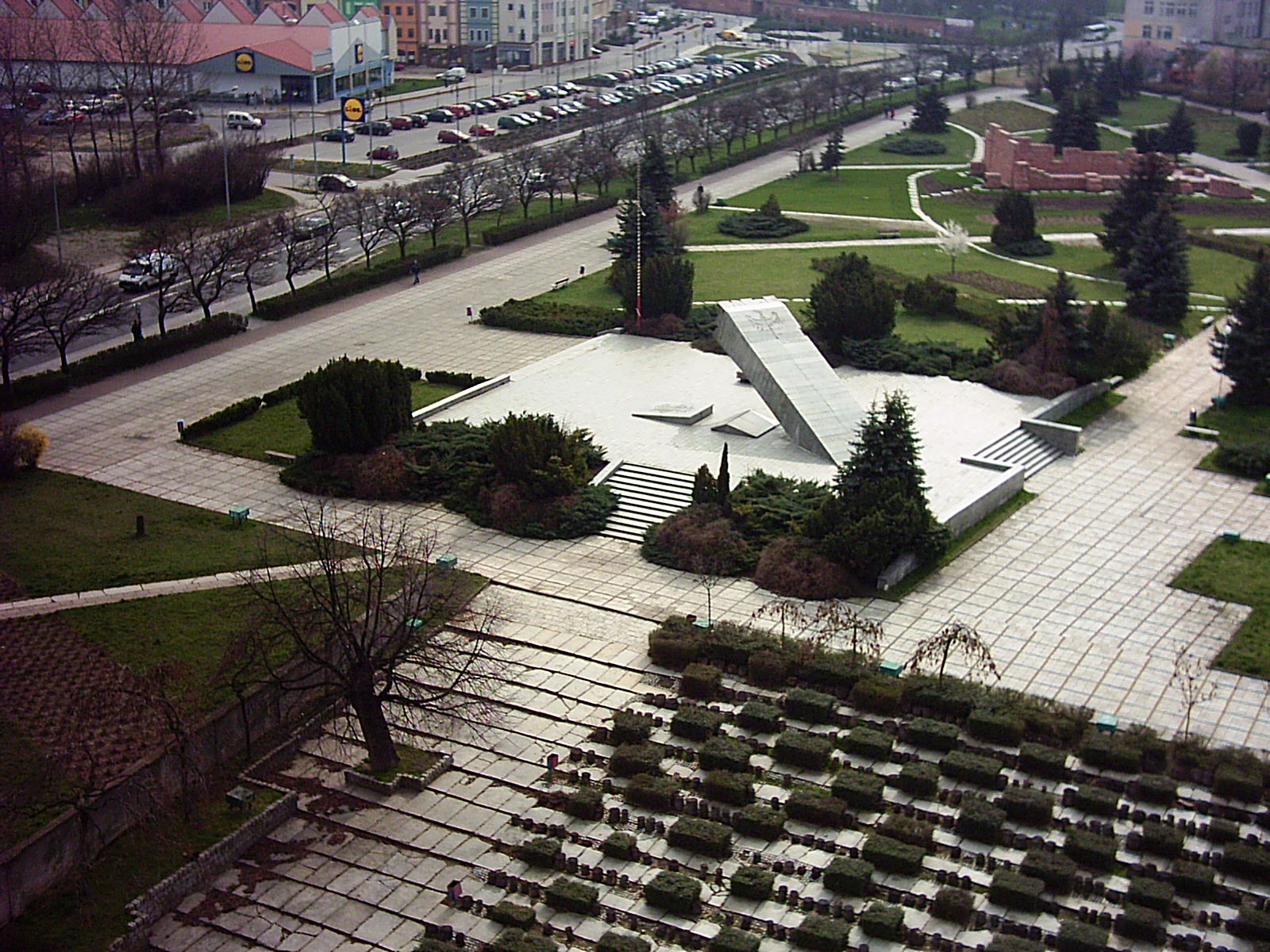
Pomnik Dzieci Głogowskich – widok z wieży zamkowej
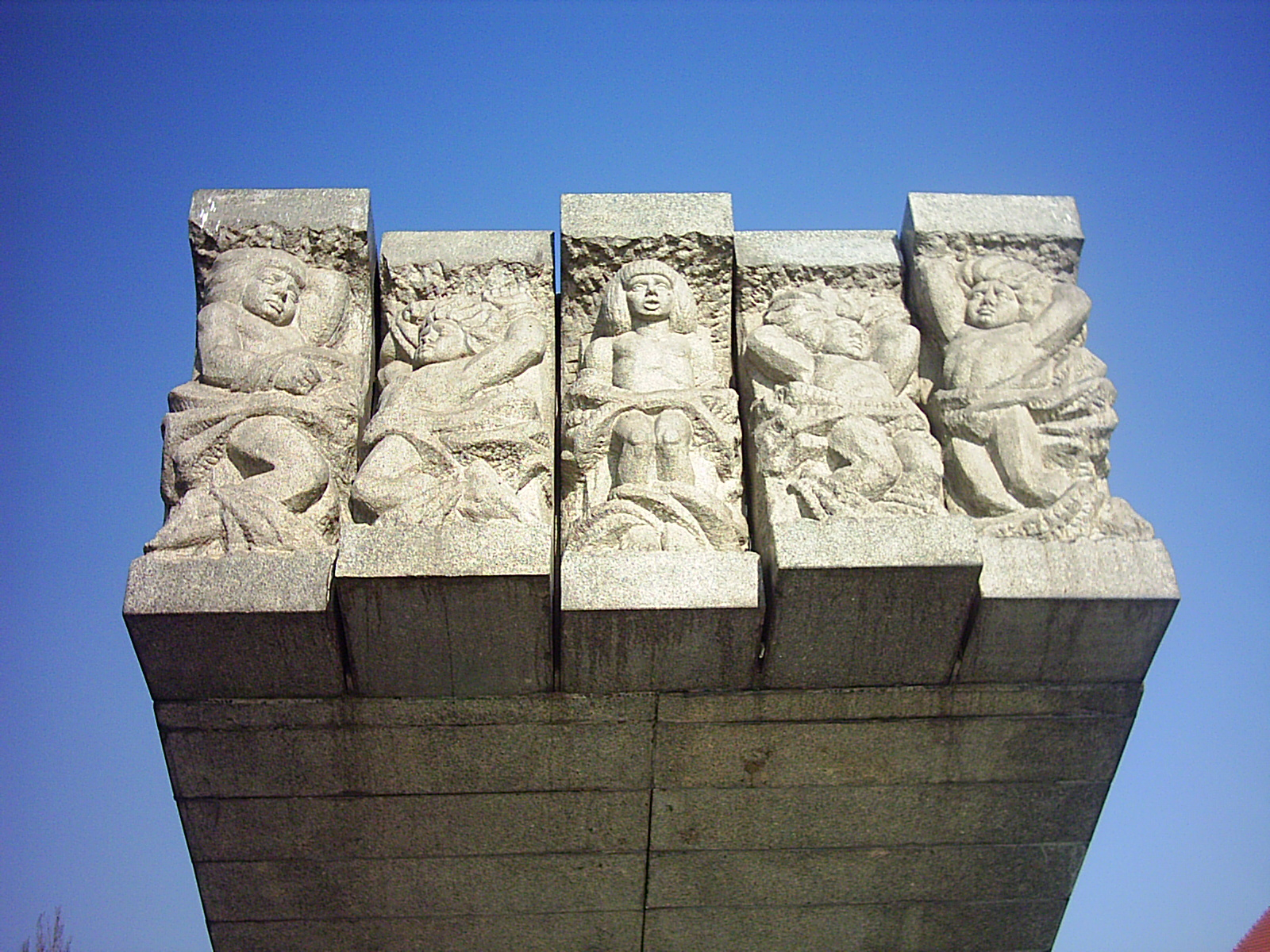
Rzeźby ukazujące sylwetki dzieci głogowskich
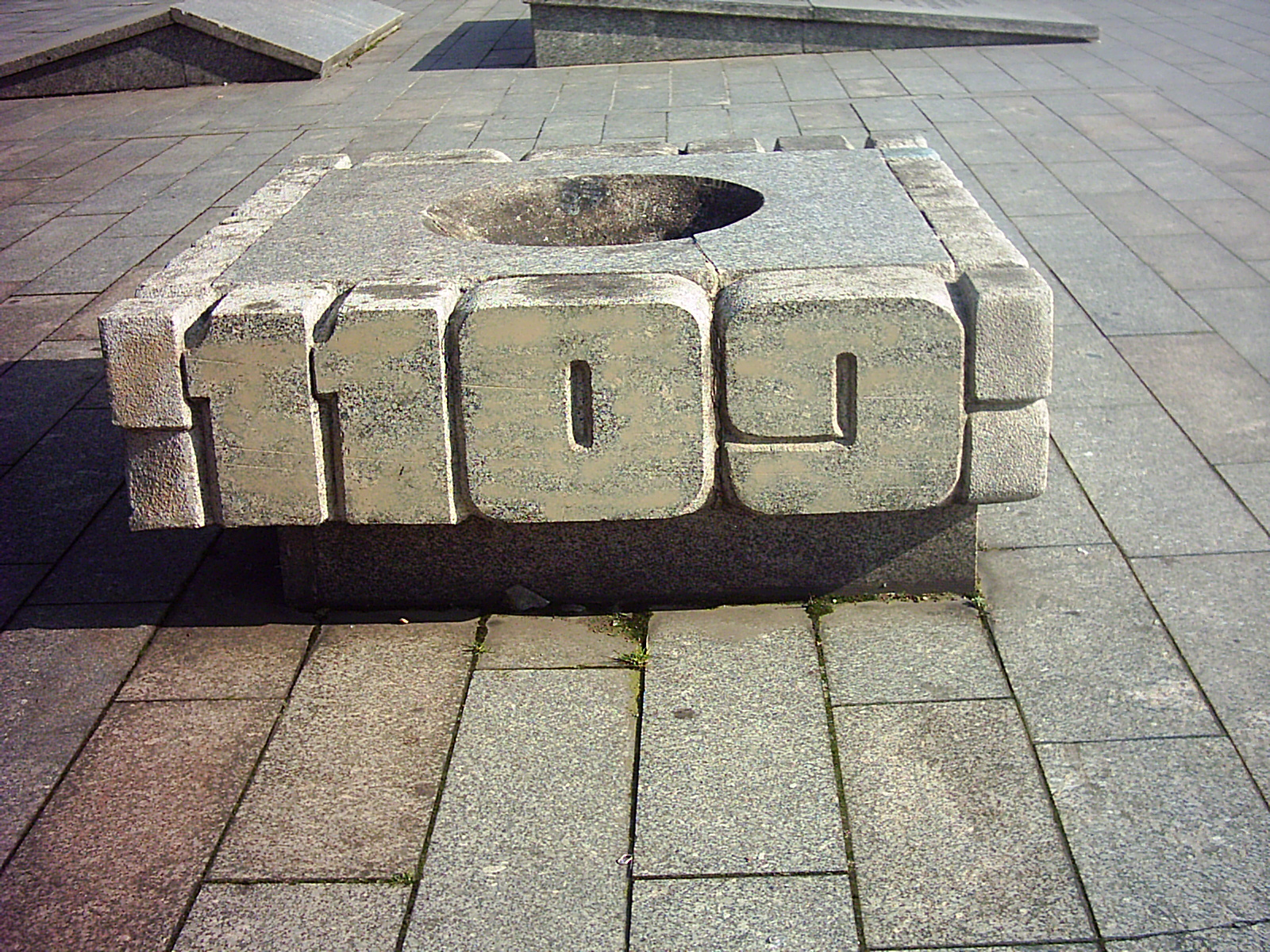
Granitowy znicz
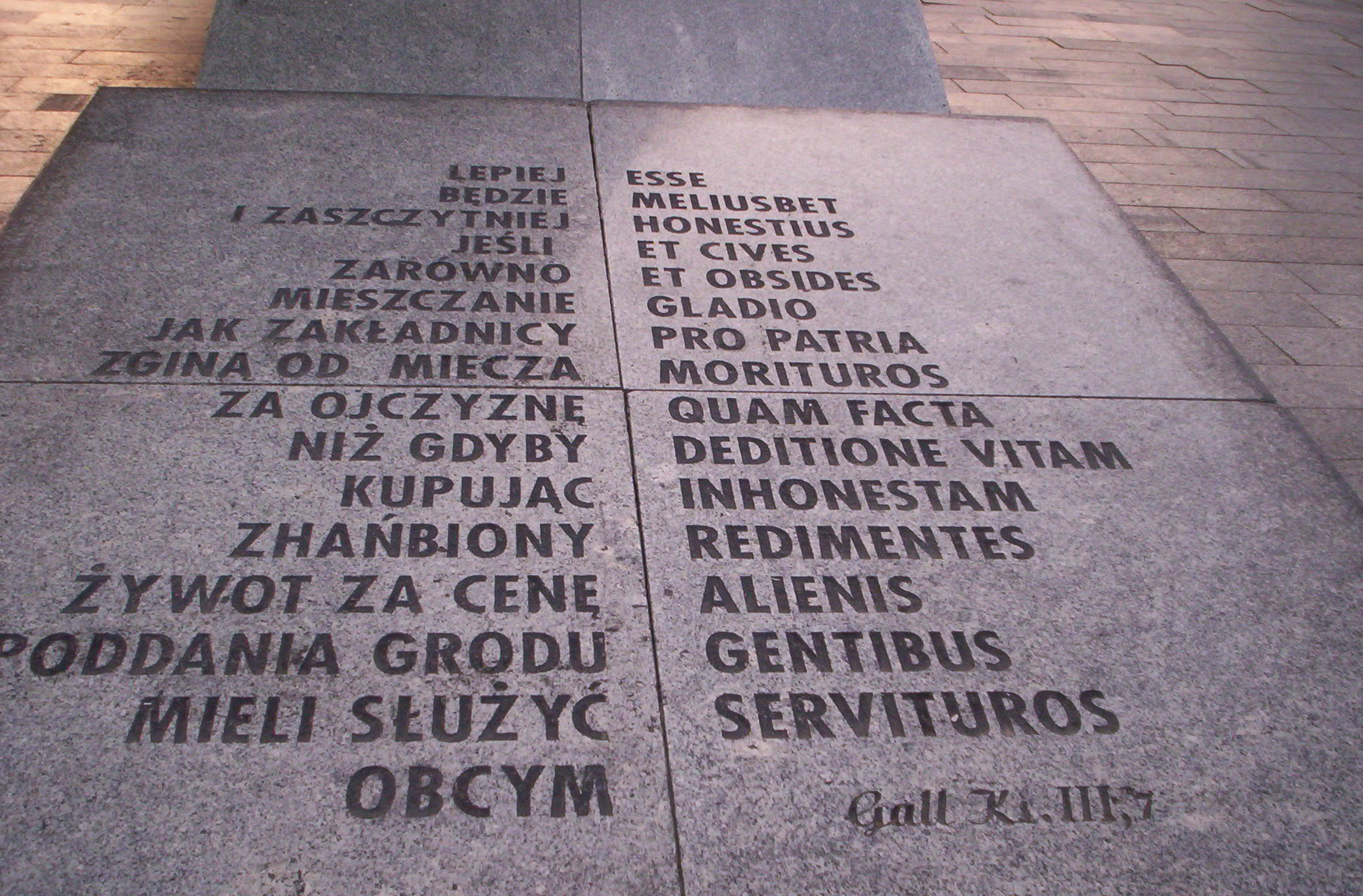
Tablica pamiątkowa

## Literatura
- Encyklopedia Ziemi Głogowskiej. Zeszyt 10, Głogów 1993.